# Agostino Carlini
Agostino Carlini (Génova, 1718 - Londres, 1790) fue un escultor y pintor italiano, que vivió mucho tiempo en Inglaterra.

## Biografía
A una temprana edad se trasladó a Inglaterra, donde recibió un reconocimiento a su labor escultórica y tuvo la oportunidad de convertirse en un miembro fundador de la Real Academia en 1768. En esta academia, el artista presentó sus trabajos durante los años 1769, 1776, 1783.
Se hizo célebre como retratista, y en 1777 expuso sus obras en la Galería Nacional de Retratos de Londres.
Desde 1783 hasta su muerte, conservó el papel de un observador en nombre de la Real Aacademia.
Como escultor realizó, junto con su compatriota italiano Giuseppe Ceracchi, una serie de estatuas para la Somerset House y la Custom House en Dublín.
Puso especial énfasis en los monumentos dedicados a Lord y Lady Hamilton, así como una prolífica actividad en las iglesias y lugares religiosos, incluida la obra en memoria de Lady Sophia Petty en la iglesia de Todos los Santos, las estatuas en las iglesias de la Alta Wycombe y de Buckinghamshire.
El artista, en 1775, se trasladó a Dorset para construir el encargo realizado por Joseph Damer en honor de su esposa Caroline.
En el mismo año recibió el encargo del anatomista William Hunter, un profesor de la Royal Academy, para realizar un trabajo para la formación artística y científica sobre la escultura y el grabado.